# Ronald Talley
(en) Statistiques sur pro-football-reference
Pour les articles homonymes, voir Talley.
Ronald Talley (né le 21 février 1986 à Détroit) est un joueur américain de football américain. Il joue actuellement avec les Buccaneers de Tampa Bay.

## Enfance
En 1986, Ronald naît à Détroit. Il déménage plus tard à Oak Park. Il étudie à la Renaissance High School de Détroit. En 2002, il fait 122 tacles. En 2003, il est nommé dans l'équipe des meilleurs joueurs de la ville de Détroit après fait quatre-vingt tacles et cinq sacks. Les sites Rivals.com et Scout.com le classe trois étoiles sur cinq.

## Carrière

### Université

#### Notre Dame
Après fait une année 2004 de redshirt, il joue onze matchs dont cinq comme titulaire. Il joue son premier match contre les Cougars de Brigham Young où il fait sept tacles et un sack. Lors du Fiesta Bowl 2006, il fait trois tacles, récupère un fumble et dévie une passe. En 2006, il est amené à prouver sa compétence sur la ligne défensive face aux vétérans Victor Abiamiri et Chris Forme mais il quitte l'équipe après six places, non satisfait de son temps de jeu.

#### Delaware
Le 19 décembre 2006, il annonce qu'il voudrait être transféré à l'université du Delaware. En 2007, il joue treize matchs et en commence trois, effectuant quarante-trois tacles et trois sacks. Il est nommé après la saison 2008, dans l'équipe de la Colonial Athletic Association.

### Professionnel
Ronald Talley n'est sélectionné par aucune équipe lors du draft de la NFL de 2009. Le 1er mai 2009, il signe comme agent libre avec les Packers de Green Bay. Il joue tous les matchs de pré-saison mais il est libéré avant le début de la saison et signe avec l'équipe d'entraînement de Green Bay. Il retente sa chance en 2010 mais là non plus il n'est pas conservé et reste en équipe d'entraînement.
Le 9 novembre 2010, il signe avec l'équipe d'entraînement des Cardinals de l'Arizona. Lors de la pré-saison, il est mis en concurrence avec Kenny Iwebema et fait ses preuves, étant intégré dans l'équipe active. Le 5 septembre, il est libéré pour permettre à Chester Taylor d'intégrer l'équipe. Il revient en équipe d'entraînement avant de revenir en équipe active le 20 septembre 2011.

## Palmarès
- Équipe de la Colonial Athletic Association 2008